# Улица Репина (Ломоносов)
Улица Ре́пина — улица в городе Ломоносове Петродворцового района Санкт-Петербурга, в историческом районе Мартышкино. Проходит от Кривой до Балтийской улицы.
Первоначальное название — Балти́йский переулок. Оно появилось в конце 1900-х годов. Происходит от наименования Балтийской железнодорожной линии, к которой выходит переулок. По ней же названа Балтийская улица.
В январе 1968 года переулок переименовали в улицу Репина — в честь художника Ильи Ефимовича Репина, жившего в Мартышкине в 1883 году.